# リニアエンコーダ

リニアエンコーダの略図

リニアエンコーダ（英: linear encoder）とは、直線的な移動量を測ることができるエンコーダのことである。直線エンコーダともいうことがある。

## 解説
一般には回転変位（回転角）を検出するロータリエンコーダのほうがよく使われているが、フライス盤、ボール盤など、位置決め精度が要求される工作機械では直線変位を検出するリニアエンコーダが使われている。
非接触方式のエンコーダは、物差しとなるスケール（目盛）と、位置情報を検出するヘッド（検出器）で構成される。リニアエンコーダの検出方式はロータリエンコーダ同様、光の反射を用いる光学式と磁気を用いる磁気式がある。ただしロータリエンコーダとは異なり、光学式の場合はスリット（格子あるいはグレーティングとも）が直線状に配置されている。スリットから光が通るかどうかをスリットの{\displaystyle \left({\frac {1}{4}}\right)+\left({\frac {n}{2}}\right)}周期で測定することでスリットの偏移方向と移動量を取得できる。
測定方法は、ロータリエンコーダと同様であるが、測定できるものが角度ではなく、直線的な移動量となる。
なお、回転運動を直線運動に変換し、ロータリエンコーダで検出した回転変位を直線変位に変換する方法もある。ボールベアリングを使用したボールねじは高い位置決め精度を実現できるため、工作機械や計測器、コピー機、プリンターで用いられている。